# Yaginumaella orientalis
Yaginumaella orientalis is een spinnensoort uit de familie springspinnen (Salticidae). De soort komt voor in Bhutan.